# Ветеринг, Янвиллем ван де
Янвиллем ван де Ветеринг (нидерл. Janwillem van de Wetering, 12 марта 1931 года, Роттердам — 4 июля 2008 год, Сюррей, США) — нидерландский писатель преимущественно детективного жанра, а также автор книг о дзэн-буддизме, писавший по-нидерландски и по-английски, коммерсант, скульптор, путешественник, полицейский.

## Биография
Янвиллем Ван де Ветеринг родился 12 марта 1931 года в Роттердаме, где и провёл детские годы.
Впоследствии писатель жил в разных странах — Южной Африке, Японии, Англии, Колумбии, Перу, Австралии, пока не поселился в США, в местечке Сюррей, штат Мэн.
При написании книги «Пустое зеркало» год [уточнить] прожил в дзэн-буддистском монастыре в Киото.
Скончался писатель 4 июля 2008 года от рака.

## Творчество
В первую очередь Ветеринг известен своими книгами в жанре детектива. Используя собственный опыт работы в полиции Амстердама, он написал серию романов и рассказов, главными героями которой стали двое полицейских из Амстердама Грейпстра и де Гир. В его детективах много описаний и городских зарисовок Амстердама. Что интересно: книги о Грейпстре и де Гире ван де Ветеринг написал, живя в США. Там же он создал цикл детских книг о дикобразе по имени Хью Пайн.
Помимо детективов и рассказов для детей, ван де Ветеринг также писал документальную прозу, используя свой обширный личный опыт. В частности, писатель провёл год в одном из буддийских монастырей Японии, после чего написал книгу «Пустое зеркало» (в России выходила также под названием «Япония. Год в дзэн-буддийском монастыре»). Также ван де Ветеринг написал 4 радиопьесы.
Как правило, ван де Ветеринг писал сначала по-нидерландски, а потом по-английски. Поэтому часто две версии кардинально различаются.

### Избранные сочинения
Книги о Грейпстре и де Гире
- Outsider in Amsterdam, 1975
- Tumbleweed, 1976
- The Corpse on the Dike, 1976
- Death of a Hawker, 1977
- The Japanese Corpse, 1977
- The Blond Baboon, 1978
- The Maine Massacre, 1979
- The Mind-Murders, 1981
- The Streetbird, 1983
- The Rattle-Rat, 1985
- Hard Rain, 1986
- Just A Corpse at Twilight, 1994
- The Hollow-Eyed Angel, 1996
- The Perfidious Parrot, 1997
- The Amsterdam Cops: Collected Stories, 1999 (anthology)
  - replaces the anthology The Sergeant’s Cat and Other Stories

Книги для детей
- Little Owl, 1978
- Hugh Pine, 1980
- Hugh Pine and the Good Place, 1981
- Hugh Pine and Something Else, 1983

Документальная проза
- «Пустое зеркало» или «Япония: Год в дзэн-буддийском монастыре» (The Empty Mirror: Experiences in a Japanese Zen Monastery, 1971)
  - Пустое зеркало. — СПб.: Амфора, 2005. — 287 с.[3])
- A Glimpse of Nothingness: Experiences in an American Zen Community, 1975
- Robert Van Gulik: His Life, His Work, 1988
- Afterzen: Experiences of a Zen Student out on His Ear, 1999

Статьи и истории, не включенные в книги
- Astral Bodies and Tantric Sex. The New York Times, January 10, 1988. (review of a two-volume biography of Alexandra David-Néel)
- The Way Life Should Be — Maine: coastline on a clean, cold sea. The Nation, September 1, 2003.

Переводы
- Alexandra David-Néel and Lama Yongden: The Power of Nothingness. Boston: Houghton Mifflin, 1982 (French to English, with an introduction by the translator)
- Ван де Ветеринг перевел много книг с английского на нидерландский и две книги — с французского на нидерландский

Произведения на нидерландском, не переведенные на английский
- De doosjesvuller en andere vondsten (The boxfiller and other findings), 1984 (Эссе на нидерландском)
- Waar zijn we aan begonnen? (What have we started?), 1985 (essays in Dutch on the stages of life with the psychologist Hans van Rappard)
- Eugen Eule und der Fall des verschwundenen Flohs, 2001 (Книга для детей на немецком)
- Die entartete Seezunge, 2004 (Вдохновлено бомбежкой Роттердама во время Второй мировой войны и терактами 11 сентября) (Роман на немецком, вышел на нидерландском в виде статьи)

### Фильмография
Кинопостановки
- Grijpstra and de Gier (Нидерланды, 1979), по роману Outsider in Amsterdam, сценарий Вима Верстаппена
- Der blonde Affe (Германия, 1985), по роману The Blond Baboon
- Rattlerat (Нидерланды, 1987), сценарий Вима Верстаппена

Телевидение
- В 2004 году нидерландское ТВ показало телесериал, основанный на книгах о Грейпстре и де Гире
- CBS экранизировала роман о дикобразе Хью Пайне.

## Награды
- Французская премия в области детективной литературы (фр. Grand prix de littérature policière; 1984).